# ریوجی فوکوی
ریوجی فوکوی (انگلیسی: Ryoji Fukui؛ زادهٔ ۷ اوت ۱۹۸۷) بازیکن فوتبال اهل ژاپن است.
از باشگاه‌هایی که در آن بازی کرده‌است می‌توان به باشگاه فوتبال کاشیوا ریسول و باشگاه فوتبال توکیو وردی اشاره کرد.